# 田中耕太郎 (財務官僚)
田中 耕太郎（たなか こうたろう）は、平成8年入省の旧大蔵官僚。1996年に大蔵省に本省Ⅰ種職員として入省。

## 経歴
1973年生まれ
1992年　東京大学教養学部文科Ⅰ類入学
　在学中に国家公務員採用Ⅰ種試験（法律職）合格
1996年　東京大学法学部第二類（公法コース）卒業　法学士取得
1996年　大蔵省に本省採用のⅠ種職員として入省。関税局企画課企画１係員
1998年　Dartmouth College　 Tuck経営大学院入学（人事院長期在外研修生としてアメリカ合衆国に政府派遣留学）
4
2000年　Dartmouth College 　Tuck経営大学院卒業　経営学修士（MBA）取得 Class of 2000
2000年　大蔵省主計局総務課企画係主任
2001年　財務省主計局総務課企画係長
　その後、数回の異動を経て
- 0000年0月00日 - 金融庁総務企画局総務課課長補佐[1]
- 2016年7月01日 - 金融庁総務企画局政策課政策管理官[注釈 1][2]
- 2017年7月10日 - 金融庁監督局銀行第一課統括モニタリング管理官[3]
- 2018年7月17日 - 金融庁監督局銀行第一課統括モニタリング管理官兼監督局外国証券等モニタリング室長[4]
- 2019年7月05日 - 大臣官房付［兼内閣官房内閣参事官（内閣官房副長官補付）兼内閣官房日本経済再生総合事務局参事官］[5]
- 2020年7月20日 - 東京税関総務部長[6]
- 2021年7月09日 - 大臣官房付［兼内閣官房内閣参事官（内閣官房副長官補付）兼内閣官房TPP等政府対策本部員］[7]
- 2023年7月07日 - 財務省大臣官房信用機構課長兼機構業務室長[8][9]
- 2025年7月08日 - 預金保険機構参与兼審議役（調査国際部担当）[10]